# 糠醇
糠醇是有羟甲基取代的呋喃衍生物，是无色液体，但放置過久的試樣呈琥珀色，有微弱的燃烧气味和苦味。可與水混溶但其溶液不稳定。也可溶于常見有机溶剂。

## 合成方式
工业用糠醛氢化製備糠醇，糠醛本身通常由玉米芯或甘蔗渣等農業廢棄物生产，可认为是绿色化学品。目前已有研發了使用固体酸催化剂以木糖為反應生成糠醇的一锅合成法。 

## 反应
糠醇可參與許多反应，包括狄尔斯－阿尔德反应加成到亲电烯烃和炔烃。糠醇水解後生成乙酰丙酸，而糠醇的羟甲基化則可得到2,5-双（羟甲基）呋喃。在用酸、热和／或催化剂处理后，可以使糠醇聚合成糠醇树脂。糠醇加氢可得到四氢呋喃和1,5-戊二醇的羟甲基化衍生物。也有實驗報告指出在相转移催化剂的協助下，於液液液三相体系中，糠醇与卤烷或卤芳烴（如苄基氯）可成醚。 在阿赫马托维奇反应（也称阿赫马托维奇重排）中，糠醇可转化为二氢吡喃。

## 用途
糠醇的主要用途是作为合成糠醇树脂的单体。这些聚合物用于热固性聚合物模复合材料、水泥、粘合剂、涂料和铸造树脂。酸催化糠醇縮合，通常会生成黑色交联产物。超简化反應式如下：

### 用作火箭推进剂（燃料成分）
糠醇可作為火箭燃料，與发烟硝酸或发烟红硝酸等氧化剂接触立即强烈自燃。此自燃現象避免需要点火器。2012年底，哥本哈根亚轨道公司静态試驗了一种用发烟硝酸作为氧化发烟醇燃料的概念液体火箭发动机Spectra。
糠醇分子量低，可浸渍木材细胞，與其中通过热、辐射和／或催化剂或其他反应物聚合并与木材结合，木材处理后更硬、抗腐、防虫和對水分尺度稳定；此結合反應可用氯化锌、柠檬酸和甲酸，及硼酸盐等催化。  

## 相關化合物
- 糠胺——对应的胺
- 2-氰基呋喃——对应的腈
- 糠硫醇 - 相应的硫醇
- 糠酸 - 相应的羧酸